# Калиманці (община Виниця)
Кали́манці (мак. Калиманци) — село у Північній Македонії, яке входить до общини Виниця, що в Східному регіоні країни.
Громада складається з — 239 осіб (перепис 2002) і всі македонці. Село розкинулося в гірській місцевості (середні висоти — 842 метрів) у підніжжі гірського пасма Голяк.